# René Eustache d'Osmond
 (avril 2018).
Si vous disposez d'ouvrages ou d'articles de référence ou si vous connaissez des sites web de qualité traitant du thème abordé ici, merci de compléter l'article en donnant les références utiles à sa vérifiabilité et en les liant à la section « Notes et références ».
René Eustache d'Osmond, 4e comte de Boitron (1782) et 3e marquis d'Osmond (1817), est un diplomate français, pair de France, né à Fort-Dauphin (Saint-Domingue) le 17 décembre 1751 et mort à Paris le 22 février 1838.

## Vie
Natif de Saint-Domingue, fils de Charles Eustache d'Osmond (1718-1781), 3e comte de Boitron, et de sa femme Marie Élisabeth Cavelier de la Garenne, il fut envoyé en France et commença une carrière militaire. D'abord sous-lieutenant au régiment de Chartres, il fut capitaine au régiment de Bourgogne en 1771, maître de camp-lieutenant en second du duc d’Orléans-Cavalerie en 1776, colonel en second du régiment d’Orléans en 1780, maître de camp commandant du régiment de Barrois-Infanterie, en garnison en Corse le 1er janvier 1784. 
Son oncle, Gabriel Barnabé Louis d’Osmond (1716-1792), comte d'Osmond, était attaché à la personne du duc d'Orléans, Louis Philippe d'Orléans (1725-1785). Il l'introduisit à la cour de ce prince, dont il le fit nommer chambellan en survivance. René Eustache d'Osmond devint dès lors un habitué du château de Sainte-Assise, où le duc s'était installé avec son épouse morganatique, la marquise de Montesson.
Le 15 mars 1778, alors qu'il se trouvait en garnison avec son régiment à Blanquefort, il épousa Éléonore Dillon (dite aussi Hélène) (1753-1831), issue d'une grande famille créole de la Martinique, apparentée aux Tascher de La Pagerie. Ils eurent deux enfants :
- Adélaïde Charlotte Louise Elonore, dite Adèle (1781-1866), par son mariage comtesse de Boigne, célèbre mémorialiste ;
- Charles Eustache Gabriel, dit Rainulphe (1787-1862), 5e marquis d'Osmond.

Sur les instances de son épouse, qui avait été nommée dame d'honneur de Madame Adélaïde, les d'Osmond s'installèrent à Versailles : « Mon père, écrit la comtesse de Boigne, avait une très grande répugnance au séjour de la Cour ; ainsi que tous les gens qui n'en ont pas l'habitude, il s'y trouvait dépaysé et tout à fait à son désavantage. Il était alors un homme extrêmement agréable de formes, remarquablement aimable, fort bon militaire, aimant beaucoup son métier et adoré dans son régiment. […] ses goûts, ses habitudes, sa haute raison, son indépendance de caractère s'accommodaient peu du métier de courtisan. »
Il rachetait en 1786 la concession houillère que le duc de Charost avait obtenu sur les mines de Firminy et de Roche-la-Molière, près de Saint-Étienne, mais il se heurtait à l'hostilité des propriétaires locaux qui entravèrent l'exploitation. Commandant du vieux château de Rouen, il démissionna et entra dans la diplomatie en 1788. La Révolution favorisa le saccage de son établissement minier et il tenta en vain d'obtenir de l'Assemblée constituante la confirmation de sa concession.
Ministre plénipotentiaire à La Haye en 1789, il fut nommé ambassadeur à Saint-Pétersbourg en 1790 en remplacement du comte de Ségur. Mais il démissionna après Varennes sans avoir occupé son poste et rejoignit sa famille, qui avait émigré en Suisse en 1792.
Radié de la liste des émigrés sur l'intervention de son frère, Antoine Eustache d'Osmond, évêque concordataire de Nancy, qui s'était rallié à Napoléon, il revint en France sous l'Empire. Il fut fait par Louis XVIII lieutenant général et pair héréditaire le 17 août 1815. Il fut nommé ambassadeur à Turin (1814-1815) puis à Londres (novembre 1815-janvier 1819). Il fut confirmé au titre de marquis-pair par l'ordonnance du 31 août 1817 (titre créé précédemment pour une branche aînée mais éteint en 1771). Il avait obtenu en 1814 le rétablissement de ses droits dans sa concession houillère mais par manque de capitaux, il cédait ceux-ci à la nouvelle Compagnie de Firminy et de Roche-la-Molière en échange d'une partie des actions.